# Matterhorn-Gotthard-Bahn
A Matterhorn-Gotthard-Bahn (MGB) egy keskeny nyomtávú vasútvonal Svájcban. A vonal 1000 mm-es nyomtávú, egyvágányú, 11 kV 16⅔ Hz-cel villamosított. Hossza 144 km. Nevét a Matterhorn hegycsúcsról és a Szent Gotthárd-hágóról kapta. A társaság üzemelteti a híres Glacier-Expresst.

## Járművek

### Gőzmozdonyok
- HG 2/3
- HG 3/4

### Villamosmozdonyok
- HGe 2/2
- HGe 4/4 I
- HGe 4/4 II
- Ge 4/4 III

### Dízelmozdonyok
- Gm 3/3
- Gm 4/4
- HGm 4/4
- HGm 2/2

### Motorvonatok
- CFm 2/2
- ABDeh 2/4
- ABDeh 6/6
- ABDeh 8/8
- BDSeh 4/8
- Deh 4/4 I
- Deh 4/4 II